# Stauntonia decora
Stauntonia decora là một loài thực vật có hoa trong họ Lardizabalaceae. Loài này được (Dunn) C.Y. Wu ex S.H. Huang miêu tả khoa học đầu tiên năm 1979.